# Discografia dei Nickelback
La discografia del gruppo rock canadese Nickelback consiste in nove album in studio, una compilation, un EP, e cinque album video. La band nel corso della sua carriera ha venduto oltre 50 milioni di album, 21 nei soli Stati Uniti.

## Album in studio
| 1996                                                        | Curb - Pubblicato: 1º maggio 1996 - Etichetta: Roadrunner - Formato: CD, LP, Musicassetta                         | 182 | — | — | —  | — | —   | 79 | —  | — | —  | 72 | —  |
| 1998                                                        | The State - Pubblicato: 11 marzo 1998 - Etichetta: Roadrunner - Formato: CD, LP, Musicassetta                     | 130 | — | — | —  | — | —   | 57 | —  | — | —  | —  | —  |
| 2001                                                        | Silver Side Up - Pubblicato: 11 settembre 2001 - Etichetta: Roadrunner - Formato: CD, LP, Musicassetta            | 2   | 5 | 1 | 4  | 1 | 15  | 4  | 10 | 1 | 2  | 4  | 1  |
| 2003                                                        | The Long Road - Pubblicato: 23 settembre 2003 - Etichetta: Roadrunner - Formato: CD, LP, Musicassetta             | 6   | 4 | 4 | 16 | 1 | 39  | 4  | 11 | 3 | 27 | 4  | 5  |
| 2005                                                        | All the Right Reasons - Pubblicato: 4 ottobre 2005 - Etichetta: Roadrunner - Formato: CD, LP, Musicassetta        | 1   | 2 | 7 | 32 | 1 | 67  | 4  | 31 | 1 | 22 | 4  | 2  |
| 2008                                                        | Dark Horse - Pubblicato: 18 novembre 2008 - Etichetta: Roadrunner - Formato: CD, LP                               | 2   | 3 | 5 | 37 | 1 | 112 | 4  | 31 | 3 | 9  | 5  | 4  |
| 2011                                                        | Here and Now - Pubblicato: 21 novembre 2011 - Etichetta: Roadrunner - Formato: CD, download digitale              | 2   | 1 | 3 | 22 | 1 | 77  | 2  | 18 | 7 | 6  | 2  | 10 |
| 2014                                                        | No Fixed Address - Pubblicato: 14 novembre 2014 - Etichetta: Republic Records - Formato: CD, download digitale    |     |   |   |    |   |     |    |    |   |    |    |    |
| 2017                                                        | Feed the Machine - Pubblicato: 16 giugno 2017 - Etichetta: BMG Rights Management - Formato: CD, download digitale |     |   |   |    |   |     |    |    |   |    |    |    |
| "—" indica che l'album non si è classificato in quel Paese. | |     |   |   |    |   |     |    |    |   |    |    |    |

## EP
| Anno | Dettagli                                                                   | Note                                                                             |
| ---- | -------------------------------------------------------------------------- | -------------------------------------------------------------------------------- |
| 1996 | Hesher - Pubblicato: febbraio 1996 - Etichetta: autoprodotto - Formato: CD | È la prima pubblicazione del gruppo, esistono soltanto mille copie di questo EP. |

## Compilation
| Anno | Dettagli | Note                                                                                    |
| ---- | --- | --------------------------------------------------------------------------------------- |
| 2002 | Three Sided Coin - Pubblicato: 11 giugno 2002 - Etichetta: Roadrunner - Formato: CD                                         | È la prima compilation del gruppo, pubblicata esclusivamente per il mercato giapponese. |
| 2013 | The Best of Nickelback Volume 1 - Pubblicato: 4 novembre 2013 - Etichetta: Roadrunner, Universal Music Canada - Formato: CD | È la seconda compilation del gruppo                                                     |

## Singoli
| 1996                                                        | Fly                        | —  | —  | —  | —  | —  | —  | —  | —  | —  | —  | —  | Curb                  |
| 2000                                                        | Leader of Men              | —  | —  | —  | —  | —  | —  | —  | —  | —  | —  | —  | The State             |
| 2000                                                        | Old Enough                 | —  | —  | —  | —  | —  | —  | —  | —  | —  | —  | —  | The State             |
| 2000                                                        | Breathe                    | —  | —  | —  | —  | —  | —  | —  | —  | —  | —  | —  | The State             |
| 2001                                                        | Worthy to Say              | —  | —  | —  | —  | —  | —  | —  | —  | —  | —  | —  | The State             |
| 2001                                                        | How You Remind Me          | 1  | 1  | 2  | 1  | 1  | 11 | 3  | 4  | 4  | 3  | 4  | Silver Side Up        |
| 2002                                                        | Too Bad                    | 42 | —  | —  | 26 | —  | —  | 41 | —  | —  | 48 | 9  | Silver Side Up        |
| 2002                                                        | Never Again                | —  | —  | —  | —  | —  | —  | —  | —  | —  | —  | 30 | Silver Side Up        |
| 2003                                                        | Someday                    | 7  | 1  | 4  | 11 | —  | 61 | 26 | 9  | 35 | 14 | 6  | The Long Road         |
| 2003                                                        | Figured You Out            | 65 | —  | 10 | —  | —  | —  | —  | —  | —  | —  | —  | The Long Road         |
| 2004                                                        | Feelin' Way Too Damn Good  | 48 | —  | 40 | —  | —  | —  | 95 | —  | —  | —  | 39 | The Long Road         |
| 2004                                                        | Because of You             | —  | —  | —  | —  | —  | —  | 82 | —  | —  | —  | —  | The Long Road         |
| 2004                                                        | See You at The Show        |    |    |    |    |    |    |    |    |    |    |    | The Long Road         |
| 2005                                                        | Photograph                 | 2  | 1  | 3  | 10 | —  | —  | 18 | 4  | 40 | 27 | 18 | All the Right Reasons |
| 2005                                                        | Animals                    | 97 | —  | 27 | —  | —  | —  | —  | —  | —  | —  | —  | All the Right Reasons |
| 2006                                                        | Savin' Me                  | 19 | 2  | 18 | 43 | —  | —  | 72 | 9  | —  | 82 | —  | All the Right Reasons |
| 2006                                                        | Far Away                   | 8  | 50 | 2  | 22 | —  | —  | 25 | 2  | 51 | 41 | 40 | All the Right Reasons |
| 2006                                                        | Rockstar                   | 6  | 39 | —  | 5  | 32 | —  | 23 | —  | 10 | 14 | 2  | All the Right Reasons |
| 2006                                                        | If Everyone Cared          | 17 | 9  | 32 | 12 | —  | —  | 21 | —  | —  | 19 | —  | All the Right Reasons |
| 2007                                                        | Side of a Bullet           |    |    |    |    |    |    |    |    |    |    |    | All the Right Reasons |
| 2008                                                        | Gotta Be Somebody          | 10 | 4  | 14 | 10 | —  | —  | 6  | 24 | 6  | 19 | 20 | Dark Horse            |
| 2008                                                        | Something in Your Mouth    | 19 | 7  | 26 | 31 | —  | —  | 31 | —  | 32 | 30 | 64 | Dark Horse            |
| 2008                                                        | If Today Was Your Last Day |    |    |    |    |    |    |    |    |    |    |    | Dark Horse            |
| 2009                                                        | I'd Come for You           | 44 | 29 | 22 | 37 | —  | —  | 39 | —  | —  | 38 | 67 | Dark Horse            |
| 2009                                                        | Burn It to the Ground      | —  | 38 | —  | —  | —  | —  | 65 | —  | —  | —  | —  | Dark Horse            |
| 2009                                                        | Never Gonna Be Alone       | 58 | 25 | —  | 73 | —  | —  | —  | —  | —  | —  | —  | Dark Horse            |
| 2009                                                        | Shakin' Hands              |    |    |    |    |    |    |    |    |    |    |    | Dark Horse            |
| 2010                                                        | This Afternoon             | 34 | 16 | 27 | 27 | —  | —  | 29 | —  | —  | 69 | 79 | Dark Horse            |
| 2011                                                        | When We Stand Together     | 44 | 10 | 20 | 8  | 24 | —  | 6  | —  | 11 | 6  | 41 | Here and Now          |
| 2011                                                        | Bottoms Up                 | —  | 31 | —  | —  | —  | —  | —  | —  | —  | —  | —  | Here and Now          |
| 2012                                                        | This Means War             |    |    |    |    |    |    |    |    |    |    |    | Here and Now          |
| 2012                                                        | Lullaby                    | 89 | 52 | —  | 27 | —  | —  | 36 | —  | —  | 45 | —  | Here and Now          |
| 2012                                                        | Trying Not to Love You     | —  | 93 | —  | —  | —  | —  | —  | —  | —  | —  | —  | Here and Now          |
| 2014                                                        | Edge Of Revolution         | —  | —  | —  | —  | —  | —  | —  | —  | —  | —  | —  | No Fixed Address      |
| 2014                                                        | What Are You Waiting For?  | —  | —  | —  | —  | —  | —  | —  | —  | —  | —  | —  | No Fixed Address      |
| 2014                                                        | Million Miles an Hour      |    |    |    |    |    |    |    |    |    |    |    | No Fixed Address      |
| 2015                                                        | Miss You                   |    |    |    |    |    |    |    |    |    |    |    | No Fixed Address      |
| 2015                                                        | She Keeps Me Up            |    |    |    |    |    |    |    |    |    |    |    | No Fixed Address      |
| 2015                                                        | Satellite                  |    |    |    |    |    |    |    |    |    |    |    | No Fixed Address      |
| 2015                                                        | Get 'Em Up                 |    |    |    |    |    |    |    |    |    |    |    | No Fixed Address      |
| 2015                                                        | Make Me Believe Again      |    |    |    |    |    |    |    |    |    |    |    | No Fixed Address      |
| 2017                                                        | Feed the Machine           |    |    |    |    |    |    |    |    |    |    |    | Feed the Machine      |
| 2017                                                        | Song on Fire               |    |    |    |    |    |    |    |    |    |    |    | Feed the Machine      |
| "—" indica che l'album non si è classificato in quel Paese. |                            |    |    |    |    |    |    |    |    |    |    |    |                       |

### Singoli promozionali
| 2004                                                        | Because of You          | —  | 7  | —  | The Long Road         |
| 2008                                                        | Something in Your Mouth | 96 | 1  | 48 | Dark Horse            |
| 2009                                                        | Shakin' Hands           | —  | 49 |    | Dark Horse            |
| 2007                                                        | Side of a Bullet        | —  | 7  | —  | All the Right Reasons |
| 2012                                                        | This Means War          | —  | 6  | —  | Here and Now          |
| "—" indica che l'album non si è classificato in quel Paese. |                         |    |    |    |                       |

## Colonne sonore
- Spider-man (7 giugno 2002) Hero
- Il Re Scorpione (26 marzo 2002) Yanking Out My Heart
- Daredevil (4 febbraio 2003) Learn the Hard Way
- The Punisher (23 marzo, 2004) Slow Motion
- Torque - circuiti di fuoco (19 novembre 2004) Someday
- The Condemned - L'isola della morte (27 aprile 2007) Savin' Me
- Transformers - La vendetta del caduto (15 giugno 2008) Burn It To The Ground
- WWE Raw Burn It To The Ground
- Elimination Chamber This Means War
- WWE Tribute The Troops 2012 When we stand together